# فادی بن شوق
فدی بن چوگ (عربی: فادي بن شوڤ؛ زادهٔ ۱۲ مارس ۱۹۹۵) بازیکن فوتبال اهل تونس است.
از باشگاه‌هایی که در آن بازی کرده‌است می‌توان به باشگاه فوتبال پاریس اشاره کرد.